# ستيفان ايفرتس
ستيفان ايفرتس (بالفرنسية: Stefan Everts)‏ (و. 1972 – م) هو motocross rider من بلجيكا .

## روابط خارجية
- ستيفان ايفرتس على موقع IMDb (الإنجليزية)
- ستيفان ايفرتس على موقع كينوبويسك (الروسية)